# El fitxatge més car de la història

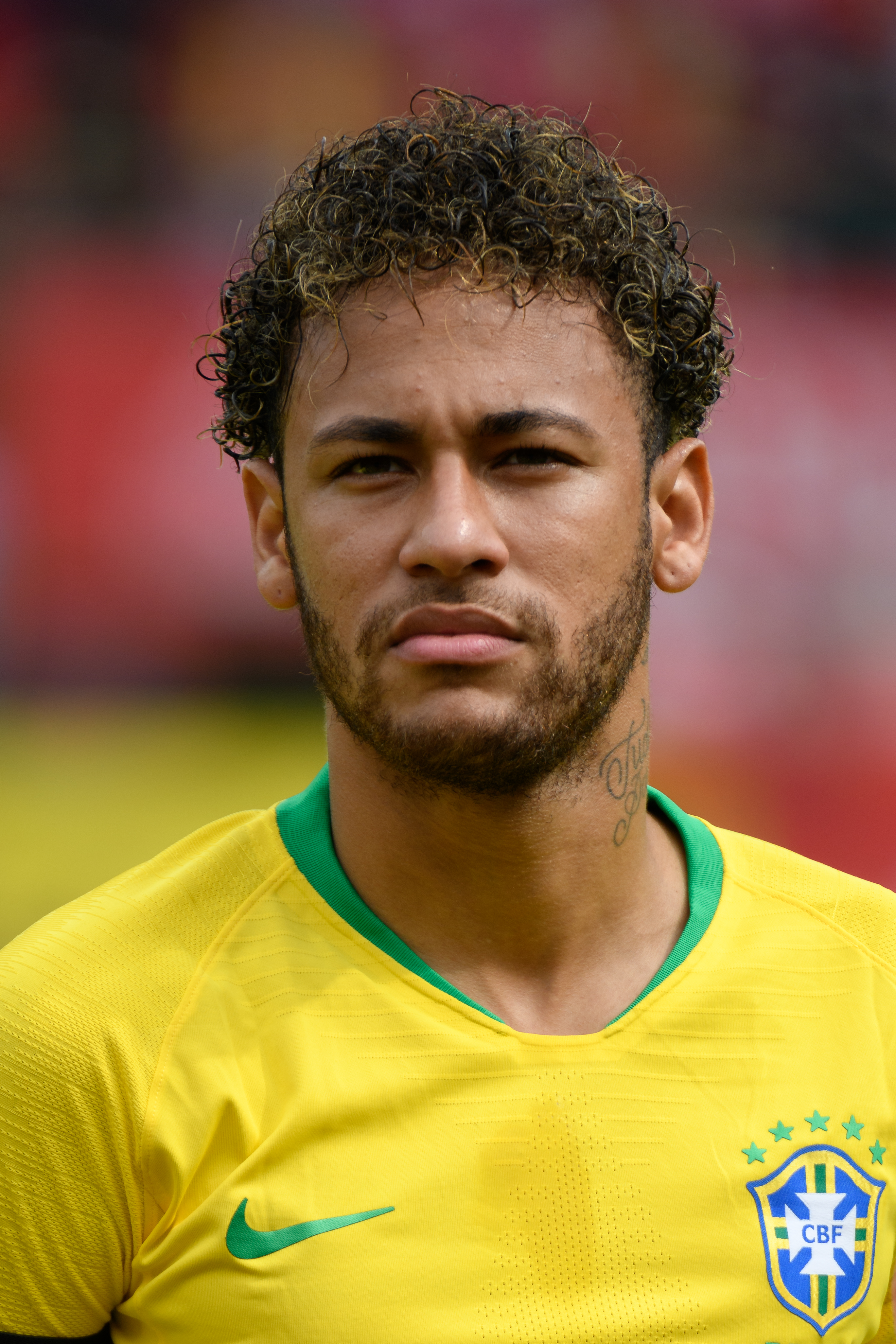
Neymar Jr., el fitxatge més car de la història del futbol

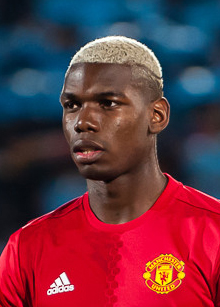
Paul Pogba, el predecessor de Neymar com a jugador més car

En futbol, el fitxatge més car de la història és una expressió que s'empra quan un club realitza un traspàs superant el rècord de diners pagats mai per un jugador. Aquest fet converteix al jugador que canvia de club en el jugador més car de la història.
Actualment, el fitxatge més car de la història és el de Neymar Jr., que l'estiu de 2017 va fitxar pel París Saint-Germain procedent del Futbol Club Barcelona, després que aquest pagués la clàusula de rescissió de 222 milions d'euros. Aquesta xifra dobla el que es considerava el traspàs més car fins a la data, el de Pogba pel Manchester United FC, qui va pagar 105 milions d'euros una temporada abans. El fitxatge de Neymar pel PSG va superar la llavors probable incorporació de Kylian Mbappé al Reial Madrid, taxada en 180 milions d'euros, operació que finalment no va acabar realitzant-se.

## Història
El primer registre del que es té constància sobre un rècord en els fitxatges futbolístics el va establir la Juventus l'any 1968 amb el fitxatge de Pietro Anastasi, pel que van pagar al Varese 650 milions de lires italianes, poc més de 335.000 euros al canvi actual, l'equivalent a l'època d'uns 72 milions de pessetes.
El 1973 el Barça va pagar 60 milions de pessetes (uns 360.000 euros) per fitxar Johan Cruyff procedent de l'Ajax d'Amsterdam. Dues temporades després, el Bolonya va pagar uns 865.000 € al Nàpols per Giuseppe Savoidi. El jugador que va marcar un gran salt en el món dels traspassos va ser Diego Armando Maradona. El 1981 Boca Juniors fitxava l'astre argentí de l'Argentino Juniors per 720 milions de pessetes (uns 4,3 milions d'euros al canvi establert en el moment d'instauració d'aquesta moneda). Va ser la primera vegada que un diari esportiu feia servir el concepte «El fitxatge més car de la història». L'any següent el Barça pagava una xifra desorbitada llavors: 1.200 milions de pessetes (7,2 milions d'euros) pel jugador al Boca, per vendre'l dos anys després al Nàpols per uns 1.400 milions (7.320.000 en euros), de nou el traspàs més car de la història fins llavors.
L'any 1987 Ruud Gullit marxava del PSV Eindhoven al Milà per uns 10,9 milions d'euros, mantenint tres anys el guardó de jugador més car fins al fitxatge de Roberto Baggio per la Juventus l'any 1990, la qual va pagar 13,1 milions a la Fiorentina. Dues temporades més tard va ser el fitxatge de Jean-Pierre Papin pel Milan el que va trencar el rècord, amb uns 16,8 milions al Marsella, xifra superada en la mateixa temporada pel traspàs de Gianluca Vialli de la UC Sampdoria a la Juve, operació taxada en uns 20 milions. L'estiu de 1993, Alan Shearer es va convertir en el traspàs més car, després que el Newscastle pagués al Blackburn més de 25 milions d'euros. Shearer ho seguiria sent fins que el Barça va pagar 4.000 milions de pessetes (uns 27 milions d'euros) a l'Inter per Ronaldo l'any 1997. El 1998 el Betis va pagar 5.000 milions (uns 30 milions d'euros) per Denilson provinent del Sao Paulo. La Lazio batria el rècord la temporada següent pagant 46,5 milions d'euros per Christian Vieri.
El primer fitxatge més car del segle XXI el va realitzar la Lazio fitxant Hernán Crespo al Inter de Milà per 58,5 milions d'euros.Un rècord que li va durar molt poc, ja que el mateix any el traspàs de Figo superaria aquesta quantitat. Durant la primera dècada del segle XXI el Reial Madrid va encadenar fins a tres rècords consecutius, tots tres protagonitzats pel president del club blanc, Florentino Pérez. El primer va ser el de Luis Figo, que va aconseguir endur-se'l del Barça l'estiu de l'any 2000 per 10.270 milions de pessetes, aproximadament uns 61 milions d'euros. L'estiu següent va ser Zinédine Zidane el jugador que fitxaria pel club blanc procedent de la Juventus de Torí, superant la quantitat pagada per Figo arribant als 13.000 milions de pessetes. El jugador francès arribava al Madrid com a campió del món l'any 1998, campió d'Europa l'any 2000, a més de ser pilota d'Or el 1998. L'estiu de 2009 el Reial Madrid fitxava a Cristiano Ronaldo al Manchester United per 96 milions d'euros, convertint així Cristiano en el jugador més car de la història del futbol.
El fitxatge del gal·lès Gareth Bale pel Reial Madrid l'estiu de l'any 2013 no va ser venut com un nou rècord, ja que l'operació va ser taxada pel club madrileny en 91 milions. Va ser arran de les publicacions de Football Leaks a començaments de l'any 2016 que es va saber que el cost total dels fitxatges va arribar als 101 milions d'euros.
En el mes d'agost de l'any 2016, el jove internacional francès Paul Pogba es convertia en el jugador més car de la història després que el Manchester United pagués per ell 105 milions d'euros a la Juventus. Resultava que Pogba ja havia estat jugador del United, del que havia marxat l'any 2012 rumb a Itàlia. Només una temporada després, el París Saint-Germain rebenta el mercat fitxant a Neymar al Barça, pagant més del doble de la quantitat pagada un any abans per Pogba. En concret, el club francès de Nasser Al-Khelaifi paga 222 milions d'euros per endur-se el crack brasiler.

## Rècords de traspassos
Aquest és el llistat dels traspassos més cars que han obtingut el calificatiu de fitxatge més car de la història:
| Jugador           | Preu (en milions d'€) | Any  | Club destinació      | Club origen          |
| ----------------- | --------------------- | ---- | -------------------- | -------------------- |
| Neymar Jr.        | 222                   | 2017 | París Saint-Germain  | FC Barcelona         |
| Paul Pogba        | 105                   | 2016 | Manchester United FC | Juventus FC          |
| Gareth Bale       | 101                   | 2013 | Reial Madrid         | Tottenham            |
| Cristiano Ronaldo | 96                    | 2009 | Reial Madrid         | Manchester United FC |
| Zinédine Zidane   | 78*                   | 2001 | Reial Madrid         | Juventus FC          |
| Luis Figo         | 61*                   | 2000 | Reial Madrid         | FC Barcelona         |
| Hernán Crespo     | 58,5*                 | 2000 | Lazio                | Inter                |
| Christian Vieri   | 46,5*                 | 1999 | Lazio                | Atlètic de Madrid    |
| Denílson          | 30*                   | 1998 | Betis                | Sao Paulo            |
| Ronaldo           | 27*                   | 1997 | Inter                | FC Barcelona         |
| Alan Shearer      | 25*                   | 1993 | Newcastle            | Blackburn            |
| Gianluca Vialli   | 20*                   | 1992 | Juventus FC          | Sampdoria            |
| Jean-Pierre Papin | 16,8*                 | 1992 | Milan                | Marsella             |
| Roberto Baggio    | 13,1*                 | 1990 | Juventus FC          | ACF Fiorentina       |
| Ruud Gullit       | 10,9                  | 1987 | Milan                | PSV Eindhoven        |
| Maradona          | 7,3*                  | 1984 | Nàpols               | FC Barcelona         |
| Maradona          | 7,2*                  | 1982 | FC Barcelona         | Boca Júniors         |
| Maradona          | 4,3*                  | 1981 | Boca Júniors         | Atlético Juniors     |
| Giuseppe Savoidi  | 0,8*                  | 1975 | Bolonia              | Nàpols               |
| Johan Cruyff      | 0,36*                 | 1973 | FC Barcelona         | Ajax                 |
| Pietro Anastasi   | 0,33*                 | 1968 | Juventus FC          | Varese               |

* Quantitat abonada originalment en una quantitat diferent als euros, com les pessetes o les lires.